# Gustav Zellweger
Gustav Zellweger (* 15. Oktober 1822 in St. Gallen; † 25. Februar 1893 in Trogen; heimatberechtigt in Trogen und ab 1825 in St. Gallen) war ein Schweizer Textilunternehmer und Politiker aus dem Kanton Appenzell Ausserrhoden.

## Leben
Gustav Zellweger war ein Sohn von Jakob Zellweger, Kaufmann, und Susanna Wetter. Im Jahr 1851 heiratete er Emma Kirchhofer, Tochter des Paul Kirchhofer, Kaufmann.
Zürcher absolvierte eine Lehre in der väterlichen Handelsfirma. Von 1843 bis 1846 arbeitete er als Kaufmann in Livorno, und von 1853 bis 1859 war er Teilhaber der Handelsfirma Zellweger & Sonderegger in Heiden. Danach war er Präsident der Saline Kaiseraugst und ab 1874 Verwaltungsrat der Schweizer Rhein-Salinen. In St. Gallen amtierte er ab 1873 bis 1891 als Bezirksrichter, von 1879 bis 1888 als Gemeinderat und ab 1881 bis 1888 als Grossrat. Im Jahr 1856 war er Oberst.